# Chris Noth
Chris Noth, rodným jménem Christopher David Noth (* 13. listopadu 1954, Madison, Wisconsin, USA) je americký herec. Poté, co dětství strávil v Evropě, studoval na Yaleově univerzitě v New Haven v Connecticutu. Svou kariéru zahájil počátkem osmdesátých let; nejúspěšnější rolí pro něj byl pan Božský v seriálu Sex ve městě. Hrál také ve filmových projektech inspirovaných tímto seriálem Sex ve městě (2008) a Sex ve městě 2 (2010). Dále hrál například v seriálu Právo a pořádek a v roce 2013 pak v biografickém snímku Lovelace. Od roku 2012 je jeho manželkou herečka Tara Lynn Wilson.